# Медресе Дусматбая
Медресе́ Дусматба́й (узб. Doʻsmatboy madrasasi / Дўсматбой мадрасаси; тадж. Мадрасаи Дӯсматбой), иногда встр. вариант Дустматба́й — одна из достопримечательностей города Самарканда, недействующее ныне здание медресы, построенное в XIX веке. 
Находится в историческом центре города, к югу и напротив (на расстоянии около 100 метров) от площади и ансамбля Регистан. В разные годы здание медресы использовалось в разных целях. В частности, в нем располагалась картинная галерея. Ныне в здании пребывает одно из государственных культурно-образовательных организаций Узбекистана.